# مايكل جاكينو
مايكل جاكينو (Michael Giacchino) هو ملحن أمريكي ولد في 1968 في ريفرسايد تاونشيب, نيو جيرسي.

## أعماله في السينما الأمريكية
- أبطال خارقون
- عائلة ستون
- مهمة مستحيلة 3
- خلطة بيطة بالصلصة
- كلوفرفيلد (موسيقى أسماء النهاية)
- سبيد ريسر
- ستار تريك
- فوق
- سيارات 2
- سوبر 8
- مونت كارلو
- مهمة مستحيلة: بروتوكول الشبح
- جون كارتر
- ستار تريك إلى الظلام
- بزوغ كوكب القرود
- صعود جوبيتر
- أرض الغد
- العالم الجوراسي
- قلباً وقالباً
- زوتروبوليس
- روج ون: قصة من حرب النجوم
- ذا باتمان (فيلم)

## أعماله في التلفزيون الأمريكي
- إيلياس
- سكاي هاي
- لوست

## أعماله في ألعاب الفيديو
- دونالد إن ماوي مالارد
- كول أوف ديوتي

## وصلات خارجية
- مايكل جاكينو على موقع IMDb (الإنجليزية)
- مايكل جاكينو على موقع ألو سيني (الفرنسية)
- مايكل جاكينو على موقع ميوزك برينز (الإنجليزية)
- مايكل جاكينو على موقع أول موفي (الإنجليزية)
- مايكل جاكينو على موقع بوكس أوفيس موجو (الإنجليزية)
- مايكل جاكينو على موقع قاعدة بيانات الأفلام السويدية (السويدية)
- مايكل جاكينو على موقع أول ميوزيك (الإنجليزية)
- مايكل جاكينو على موقع ديسكوغز (الإنجليزية)
- مايكل جاكينو على موقع قاعدة بيانات الفيلم (الإنجليزية)
- مايكل جاكينو على موقع كينوبويسك (الروسية)